# Cybaeodamus nigrovittatus
Cybaeodamus nigrovittatus är en spindelart som beskrevs av Mello-Leitao 1941. Cybaeodamus nigrovittatus ingår i släktet Cybaeodamus och familjen Zodariidae. Inga underarter finns listade i Catalogue of Life.